# رامون دل ویه-اینکلن
رامون دل ویه-اینکلن (اسپانیایی: Ramón del Valle-Inclán‎; ۲۸ اکتبر ۱۸۶۶ – ۵ ژانویهٔ ۱۹۳۶) نویسنده، نمایشنامه‌نویس و رمان‌نویس اهل اسپانیا بود.